# 359822 Hansboesgaard
359822 Hansboesgaard è un asteroide della fascia principale. Scoperto nel 2011, presenta un'orbita caratterizzata da un semiasse maggiore pari a 3,108346 UA e da un'eccentricità di 0,141811, inclinata di 11,564903° rispetto all'eclittica.